# Victor Uytterschaut
Victor Uytterschaut, né le 17 novembre 1847 à Bruxelles et mort le 4 octobre 1917 à Boulogne-sur-Mer, est un peintre et un aquarelliste belge.
Aquarelliste renommé, il participe, à la renaissance de cette discipline en Belgique, où il expose durant près d'un demi-siècle des œuvres nées du pleinairisme, où il joue un rôle décisif dans l'évolution de ce mouvement artistique. Membre de la Société royale belge des aquarellistes, il devient l'une des figures de proue du cercle.

## Bibliographie

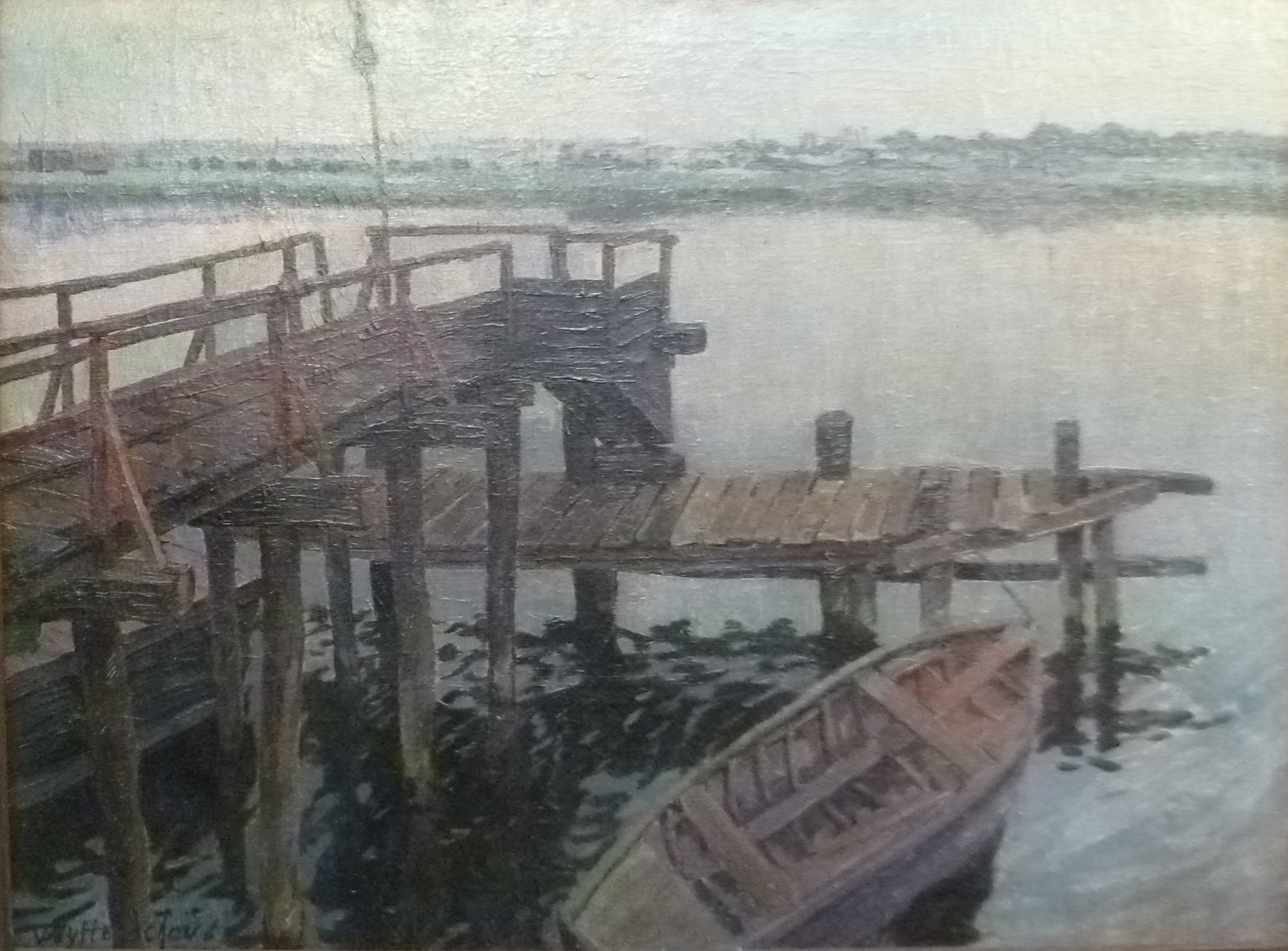
Victor Uytterschaut, Vue sur la rivière avec débarcadère.

### Famille
Victor Uytterschaut, né le 17 novembre 1847 rue de la Putterie, no 86, à Bruxelles, est le fils de Jean Uytterschaut (1817-1896), tailleur, et de Claire Feldhaus (1819-1882), modiste. Il épouse, le 27 mai 1882 à Saint-Gilles, Mathilde Van Cutsem (née en 1854). Ils sont les parents de Claire Uytterschaut (1883-1969), aquarelliste.

### Formation
Sa formation initiale est celle d'apprenti orfèvre dans une entreprise bruxelloise. De 1859 à 1862, il suit donc également des cours de dessin technique et industriel à l'Académie royale des beaux-arts de Bruxelles, où il est lauréat du premier prix pour l'année scolaire 1864-1865 grâce à la qualité de son travail. De 1864 à 1867, il suit également des cours de peinture de paysage auprès de Paul Lauters.

### Carrière
Victor Uytterschaut marque une prédilection pour le travail à l'aquarelle en plein air. Il est surtout connu pour ses peintures de paysages, ses marines et de paysages urbains, mais aussi pour de nombreux portraits.
Son activité picturale initiale, vers 1866, consiste à exécuter quelques dessins au fusain. Ses premières aquarelles sont réalisées vers 1867 à Spa et ses alentours. Il les expose au Salon d'Anvers. À partir de 1870, il travaille souvent à Anseremme près de Dinant, où se développe un mouvement artistique sous la forme d'une colonie de peintres. Il peint aussi en Campine et à Anvers et, à partir de 1880, sur la côte belge lors de ses fréquents séjours à La Panne et à Nieuport. En 1878, il voyage aux Pays-Bas et en Grande-Bretagne, puis occasionnellement à la Côte d'Azur,.
Victor Uytterschaut est membre du groupe d'artistes bruxellois La Chrysalide (dissoute en 1881) et de la Société royale belge des aquarellistes, où il expose pour la première fois en 1876. À cette occasion, le roi Léopold II acquiert son Chemin creux à Boitsfort. Le peintre n'est pas un inconnu pour la famille royale belge, car il enseigne les rudiments de son art à Marie de Hohenzollern-Sigmaringen, comtesse de Flandre, belle-sœur du roi. En 1893, lors de l'exposition de la Société royale belge des aquarellistes, visitée par la reine de Roumanie qui possède plusieurs de ses œuvres, Victor Uytterschaut est élevé au rang de chevalier de l'ordre de l'Étoile par le roi de Roumanie.  
Il expose fréquemment au Cercle artistique et littéraire de Bruxelles et, sans exception, aux quatorze Salons de Bruxelles qui ont lieu de 1872 à 1914. La présence de ses œuvres est également effective en France : à l'Exposition universelle de Paris de 1878, de même qu'au Salon des artistes français de 1880.
Victor Uytterschaut, établi depuis 1915 à Boulogne-sur-Mer, no 132 boulevard Sainte-Beuve, avec sa femme et sa fille, où il se consacre sans grande conviction à l'art, meurt à son domicile, après une longue maladie, à l'âge de 69 ans, le 4 octobre 1917.
En février 1920, le Cercle artistique de Bruxelles lui rend hommage en exposant 64 œuvres du défunt aquarelliste.

## Œuvre

### Style et rôle rénovateur
Aquarelliste et pastelliste, il marque un tropisme pour les paysages, les marines et les sites urbains. Henri Stacquet et lui (que le critique du Journal de Bruxelles appelle en 1905 les princes des aquarellistes) contribuent largement à la renaissance de l'aquarelle en Belgique. Sans vouloir abandonner la forme, visant toujours au style, il réussit à donner davantage d'air à ses études que ses prédécesseurs ne l'ont tenté dans leurs productions. C'est dans l'atmosphère chaude du pays, qu'il baigne ses sites, ses marines et ses sous-bois. Lors des expositions auxquelles il participe tant en France qu'en Belgique, il parvient à donner un talent d'un bel individualisme. En 1920, son rôle dans l'évolution du pleinairisme est jugé décisif.

Répondant, en 1890, à une lettre du critique d'art Octave Maus, Victor Uytterschaut partage sa vision de l'aquarelle : 

« Celle-ci est, par essence, une peinture, toute de spontanéité, de verve, d'entrain et de premier jet. Elle permet la fixation rapide des impressions fugitives et passagères […]. Bien comprise, elle procède par instantanéité. Qu'elle vise le côté profond des choses ou leur charme superficiel, presque toujours, elle synthétise et résume par l'emploi des moyens les plus simples. […] Aucun genre n'est plus difficile, car il faut que la touche soit d'emblée juste et vraie, qu'elle exprime ce qu'elle dit dire par elle-même et par ses harmonies avec ses voisines, et avec l'ensemble. Elle ne souffre ni hésitation, ni incertitude, mais, en revanche, elle possède la vie, la lumière et l'éclat qui manquent à l'œuvre reprise et retouchée choisie. »

### Réception critique
Lorsque Victor Uytterschaut participe, à l'exposition de la Société royale belge des aquarellistes en 1906, le critique du Journal de Bruxelles écrit : 

« Jamais la puissance claire, fine et impalpable, que sa maîtrise sut conquérir par un procédé d'élite, ne s'affirma plus royalement dans l'envoi actuel. Le sous bois de printemps fait monter dans l'air l'âme soyeuse des feuilles, et pénétrer si bienles troncs par la lumière, où il baigne qu'on sent l'insidieuse ivresse d'avril vous entrer dans les yeux. Une même matière fluide, et pourtant si évidente, remplit toute l'œuvre, en quelque sorte que le bain d'extase emplit l'univers de cette heure. À La Panne, chaque objet, chaque touche, trahissent la mer voisine. L'éclat spécial du ciel de Flandre fut fixé radieusement dans le papier coloré par un pinceau magistral. Cela donne la rare sensation d'une maîtrise arrivée au sommet, qu'elle avait choisie. »

### Expositions

#### Expositions triennales belges
- Salon d'Anvers de 1867 : Vue prise dans le bois de Spa, Vue prise sur le Malbeek et Intérieur de forêt[5].
- Salon de Gand (XXVIIIe) de 1871 : Marais (fusain),  et trois aquarelles : Étude à Uccle et deux Études à Spa[14].
- Salon de Bruxelles de 1872 : Étude à Genk (aquarelle), Marais (fusain) et un cadre contenant trois aquarelles)[15].
- Salon d'Anvers de 1873 : Marais (fusain), Anseremme et Walzin (aquarelles)[16].
- Salon de Gand de 1874 (XXIXe) : Étude à Genck (fusain), deux Vues prises à Genck (aquarelles)[17].
- Salon de Bruxelles de 1875 : cadre contenant six aquarelles, Étude à Genck (aquarelle) et Marais (fusain)[18].
- Salon de Bruxelles de 1878 : Lisière de forêt en automne (aquarelle)[19].
- Salon de Gand de 1880 (XXXIe) : Croquis et Roses (aquarelles)[20]
- Salon de Bruxelles de 1881 : Chemin creux à Watermael, Étude à Watermael, Vue à Haarlem et Pommier en fleurs (aquarelles)[21].
- Salon de Gand de 1883 (XXXIIe) : Automne à Tervueren et Coin de mon jardin (aquarelles)[22].
- Salon de Bruxelles de 1884 : L'Étang d'Auderghem, marines, vues de villes, études d'animaux (aquarelles)[23].
- Salon de Gand de 1886 (XXXIIIe) : Environs de Bruxelles et Intérieur de bois (aquarelles)[24].
- Salon de Bruxelles de 1887 : L'Ancien étang de Groenendael, Sous bois, À Uccle, Barques à La Panne, À La Panne et Bouleaux (aquarelles)[25].
- Salon de Bruxelles de 1890[26].
- Salon de Bruxelles de 1893 : Les Gorges à Linkebeek, Printemps et Dans le jardin de mon voisin (aquarelles) - Léonard Schaeken expose un pastel représentant Victor Uytterschaut[27].
- Salon de Bruxelles de 1897 : Maisonnette dans les dunes, En Hollande, En Flandre, maisonnette au Zoute et Paysage, église de Sart-lez-Spa (aquarelles)[28].
- Salon de Bruxelles de 1900 : Coin de verger, À Nieuport, Automne, Derniers rayons dans le verger et Coin de ferme (aquarelles)[29].
- Salon de Bruxelles de 1903 : Vieux hangar, Printemps et Vieux noyers (aquarelles)[30].
- Salon de Bruxelles de 1907 : Cour de ferme, en Flandre, À Rynsburg, Hollande et Coin tranquille (aquarelles)[31].
- Salon de Bruxelles de 1910[32].
- Salon de Bruxelles de 1914 : Couchant, Vieux trembles, La Panne et La Mare (peintures) et Vieux arbres à Nieuport-ville (dessin)[33].

#### Autres expositions belges
- Exposition de la Société royale belge des aquarellistes (XVIIe) de 1876 : Chemin creux à Boitsfort, acquis par le roi[7].
- Première exposition de La Chrysalide (1876)[34].
- Exposition de la Société royale belge des aquarellistes (XVIIIe) de 1877 : des marines[35].
- Seconde exposition de La Chrysalide (1877)[34].
- Troisième exposition de La Chrysalide (1878)[34].
- Exposition de la Société royale belge des aquarellistes (XIXe) de 1878 : Le Soir à Barbizon, Hiver à Boitsfort et Forêt à Fontainebleau[36].
- Quatrième exposition de La Chrysalide (1881)[37].
- Exposition de la Société royale belge des aquarellistes (XXIe) de 1881 : Vues de Bruges et Un Verger, le comte de Flandre acquiert deux dessins[38].
- Exposition de la Société royale belge des aquarellistes (XXIIe) de 1882 : Vue prise à Nevers[39].
- Exposition de la Société royale belge des aquarellistes (XXIIIe) de 1883 : Vue prise aux environs de Bouillon et Vue prise aux environs de Haarlem[40].
- Exposition de la Société royale belge des aquarellistes (XXIVe) de 1884 : Chemin à Boitsfort et À Baarn[41].
- Exposition de la Société royale belge des aquarellistes (XXVe) de 1885 : Environs de Bruxelles[42].
- Exposition de la Société royale belge des aquarellistes (XXVIe) de 1886 : Vue prise à La Panne[43].
- Exposition de la Société royale belge des aquarellistes (XXVIIe) de 1887 : Environs de Bruxelles (trois panneaux)[44].
- Exposition de la Société royale belge des aquarellistes (XXXe) de 1889-1890 : Barques de pêche, acquise par le roi[45].
- Exposition de la Société royale belge des aquarellistes (XXXIe) de 1890-1891 : huit dessins : paysages, marines, crépuscule, soleil couchant, soir[46].
- Exposition de la Société royale belge des aquarellistes (XXXIIe) de 1891 : marines et paysages[47]..
- Exposition de la Société royale belge des aquarellistes (XXXIVe) de 1893 : Wahay près Spa, acquis par la reine des Belges[9].
- Salon de la Société des beaux-arts de 1894 à Bruxelles[48].
- Exposition des beaux-arts d'Ostende en 1895[49].
- Exposition de la Société royale belge des aquarellistes (XXXVe) de 1894[50].
- Exposition de la Société royale belge des aquarellistes (XXXVIIIe) de 1897[51].
- Exposition de la Société royale belge des aquarellistes (XLIe) de 1900 : Environs d'Utrecht, Étang à Rouge Cloître et Environs de Bruxelles[52].
- Exposition des beaux-arts au Kursaal d'Ostende de 1902 : des aquarelles[53].
- Exposition du Cercle artistique de Tournai de 1902 : Automne, Cour de ferme et Église de Nieuport (aquarelles)[54].
- Salon d'Ostende au Centre d'art de 1906[55].
- Exposition de la Société royale belge des aquarellistes (L/50e) de 1909[56].
- Exposition rétrospective au Cercle Artistique et Littéraire de Bruxelles : 64 œuvres[11].

#### Expositions européennes
- Exposition universelle de Paris de 1878 : Cadre contenant trois croquis : Brest, Bretagne, Hiver à Watermael et Étude à Barbizon[10].
- Salon des artistes français à Paris en 1880[4].
- Exposition internationale d'Amsterdam de 1883 : médaille d'argent[57].
- Exposition universelle de Paris de 1889[4].
- Salon des artistes français à Paris en 1890[58].
- Exposition de Cologne (1889) : une médaille d'or[59].
- Exposition de Bordeaux (1895) : section belge[60].
- Salon de la Société nationale des beaux-arts à Paris de 1897 : Vieux Moulin à l'eau après l'incendie[61].

### Collections muséales
Ses œuvres sont conservées par plusieurs musées, dont les Musées royaux des Beaux-Arts de Belgique (Barques échouées) et le Musée royal des Beaux-Arts d'Anvers (À Rhodes).

## Distinctions
- Chevalier de l'ordre de Léopold (16 janvier 1892)[62].
- Chevalier de l'ordre de l'Étoile de Roumanie (décembre 1893)[9].